# 官人
官人（かんにん、かんじん、つかさびと、とね）とは、官吏・役人を指す言葉。律令制では諸司の主典以上六位以下、平安時代には判官以下、特に近衛府の将監以下の官吏を指した。

## 概要
官人とは狭義では郡司を除く官位相当のある四等官または品官の官職についている官吏のことをいい、広義では郡司や官位相当のない使部・伴部・舎人なども含めて総称される。官位相当の無い郡司や下級官人の中には无位（＝無位：位階を持たない者）も含まれており、養老律令においては无位の官人に関する規定が存在している。官人の中でも従五位下（五位）以上のものを貴族と呼称してそれ以下の位階に属する者のみを官人と称する場合もある。この場合、五位以上でも散位の場合は四等官・品官の地位にいないため、官人に准じて扱われる場合もある。
八位以上の官人には調・庸・雑徭が免除され、刑罰の上でも優遇された。五位以上には親族に位階を賜る蔭位の特典や田地の下賜などがあり、さらに官位が昇るにつれて特典が大きくなった。またこれとは別に上級官職にも同じような特典があった。初位以下の官人にも税制上一定の優遇がなされた。

## 官人の分類

### 武官・文官
武官とは帯刀する官人のことで具体的には軍事機関である衛府や馬寮、兵庫寮の職員、軍団の幹部、及び弾正台の巡察弾正などを指した。文官はそれ以外の一般官人のことをいう。ただし、大宰府の職員や内舎人など帯刀する官人は武官ではなく文官として扱われた。武官の人事は兵部省が文官の人事は式部省が行った。

### 京官・外官
京官（きょうかん）は内官ともいい中央官庁に勤務する官人を称し、外官（げかん）とは地方官のことをいう。ただし、京において政務を行う京職・摂津職の官人は京官扱いであった。

### 職事・散位
職事（しきじ）とは職務を持つ官人をいい、散位（さんに・さんい）とは職務を持たない官人、つまり位階だけしか持っていない者のこと。散位はほとんどが退職官人で京内の者と地方の五位以上の者は散位寮に常勤し、それ以外の者は各国府に交替勤務した。武官・文官、京官・外官の区分がありこのうち武官（武散位）については兵部省が取り扱ったとも言われている。

### 勅任・奏任・判任・判補
勅任（ちょくにん）は天皇の詔勅（命令）により任命される官。奏任（そうにん）は天皇に奏聞した上で任命される官。判任（はんにん）は太政官の任命、判補（はんぽ）は式部省（一部は兵部省）の任命する官。式部判補ともいう。これらの名称は戦前の政府の勅任官・奏任官・判任官などに継承された。

### 男官・女官
男官は政治に関わる一般的な官人のこと。女官は主に後宮にあって后妃の世話をした。平安時代には後宮以外の御厨子所などにも女官が置かれた。

## 官人の種類
ここでは広義の官人および参考として地方からの労働者である仕丁（しちょう・じちょう）を掲げた。

### 長上
長上は常勤する官人のこと。内・外の区分がある。

#### 四等官
四等官は各官司の基本職員。長官（かみ）が決裁、次官（すけ）が補佐、判官（じょう）が監査・事務、主典（さかん）が文書起草を行う。

#### 品官
品官（ほんかん）と読む。四等官とは別系統にある専門職員。本来は職・寮・司として独立させるべきであるがそれには規模が小さいためこのような形態となった。大学寮の博士や陰陽寮の陰陽師、刑部省の判事など。

#### 才伎長上
四等官とは別系統にある技術職員。品官より官位が低く、また工業系官司に多く設置されている。伴部や品部などを統率している場合もある。図書寮の造筆手・造墨手や大蔵省の典履など。

#### 別勅長上
天皇の個別命令（別勅）によって任用される。詳しいことは不明であるが芸人などのことをいったらしい。

### 番上
番上とは非常勤のことで、交替勤務をする官人。広義には雑色人・散位・仕丁・蔭子・位子も含めた。

#### 雑任
ぞうにんと読む。個々の官司において下働きや事務などを行う下級官人。四等官・品官からなる職事や才伎長上などの上級官人に対する存在である。皇親や五位以上の従者である帳内・資人もこれに準じる。式部省の判補によって採用されて交代で勤務する分番を採っており、官位相当はない。特典として課役が免ぜられる。毎年上・中・下の3等で評価され、8年分の評価（ただし706年（慶雲3年）の格で実際には6年分の評価で運用）に基づいて最大で3階相当分の叙位が行われた。以下のような種類がある。
- 史生（ししょう） 
文書事務を行う。もともとは太政官・神祇官や八省および主税寮・主計寮など一部の官司にしか置かれていなかったが、行政の煩雑化に伴って様々な官司へ増置された。

- 書生（しょしょう）
文書の校正・清書を行う。平安時代に八省・大宰府に置かれて重要性が増した。

- －掌（－しょう）
史生と使部の中間で使部に指示して雑務を行わせる。掌の前には各官司名が入り（官掌・省掌など）後には職・寮などにも多数設置された（職掌・寮掌など）。

- 使部（つかいべ・しぶ）
各官司の雑務にあたる官人。中央の全官司に設置された。もともとは六位以下の官人の子息を三等に分けた最下等が任用された[3]。ちなみに上等は大舎人、中等は兵衛である。

- 舎人（とねり）
要人の雑務・護衛にあたった官人。内舎人・大舎人・中宮舎人・東宮舎人[4]・斎宮舎人などがあり、なかでも内舎人は上級官人の子息が任用されて出世の足がかりとなった[5]。

- 兵衛（ひょうえ）
兵衛府に属した兵士。舎人の一種で天皇の近辺を警護した。

- 伴部（ともべ・とものみやつこ・ばんぶ）
令制以前の伴造の系統にあり、百済手部のようにほとんどは品部・雑戸を率いて現業特に工業部門を指揮した。また内礼司の主礼のように現業に携わらない例外もあった。これらの多くは統廃合によって廃止されたり、内匠寮の圧迫によって衰退していった。

#### 雑色人
品部と雑戸の総称。社会的地位は低く差別された。手工業部門に携わる者が多い。
- 品部（しなべ・ともべ）
一部大化の改新以前の品部の系譜を引く。特殊技能を持った手工業者で図書寮の紙戸や大蔵省の狛戸などが代表的。律令制の崩壊と共に消滅した。

- 雑戸（ざっこ）
軍事関係の特殊技術を持った者。五色の賤に準じられ差別された。造兵司の造工戸や主鷹司の鷹戸などがある。律令制の崩壊と共に消滅した。

#### 仕丁
しちょう・じちょうと読む。各里ごと2人ずつ徴発して1年交替で都に務めた。食糧など一切は故郷の負担であったため、かなりの負担となった。
- 直丁（じきちょう）
各官司で労役を行った者。囚獄司以外の中央官司全てに配属された。

- 駆使丁（くしちょう）
大規模な現業部門に配属され労役を行った者。木工寮・大膳職などにあった。

- 廝丁（しちょう）
立丁（直丁・駆使丁）の食事や雑務を行った。

- 匠丁（しょうてい）
主に飛騨国の各里から二人ずつ徴発した大工。飛騨工（ひだのたくみ）ともいう。木工寮に配属された。

## その他
- 和訓で「とね」と読む由来は「トネリ（舎人）」にあり、壬申の乱時、大海人皇子（のちの天武天皇）に当初から従っていた20名がトネリであり、劣勢下でも主君の命に従った彼らに律令官人のあるべき姿を見い出したためとされる[6]。